# Aphelonema nesolitaria
Aphelonema nesolitaria är en insektsart som beskrevs av Caldwell 1945. Aphelonema nesolitaria ingår i släktet Aphelonema och familjen Caliscelidae. Inga underarter finns listade i Catalogue of Life.